# Тюлл-ен-'т-Вал
Тюлл-ен-'т-Вал (нід. Tull en 't Waal) - невелике село в голландській провінції Утрехт. До 1962 року було окремою громадою, відтоді є частиною громади Гаутен. Спочатку існували два села:  't Waal, на місці нинішнього села, і Тюлл (Tull), трохи на південь.
Статистичний район Тюлл-ен-'т-Вал мав населення близько 500 чоловік у 2004 році Він розташований неподалік від річки Лек.
В селищі проводить репетиції Нідерландський хор ім. Лисенка .

## Gallery

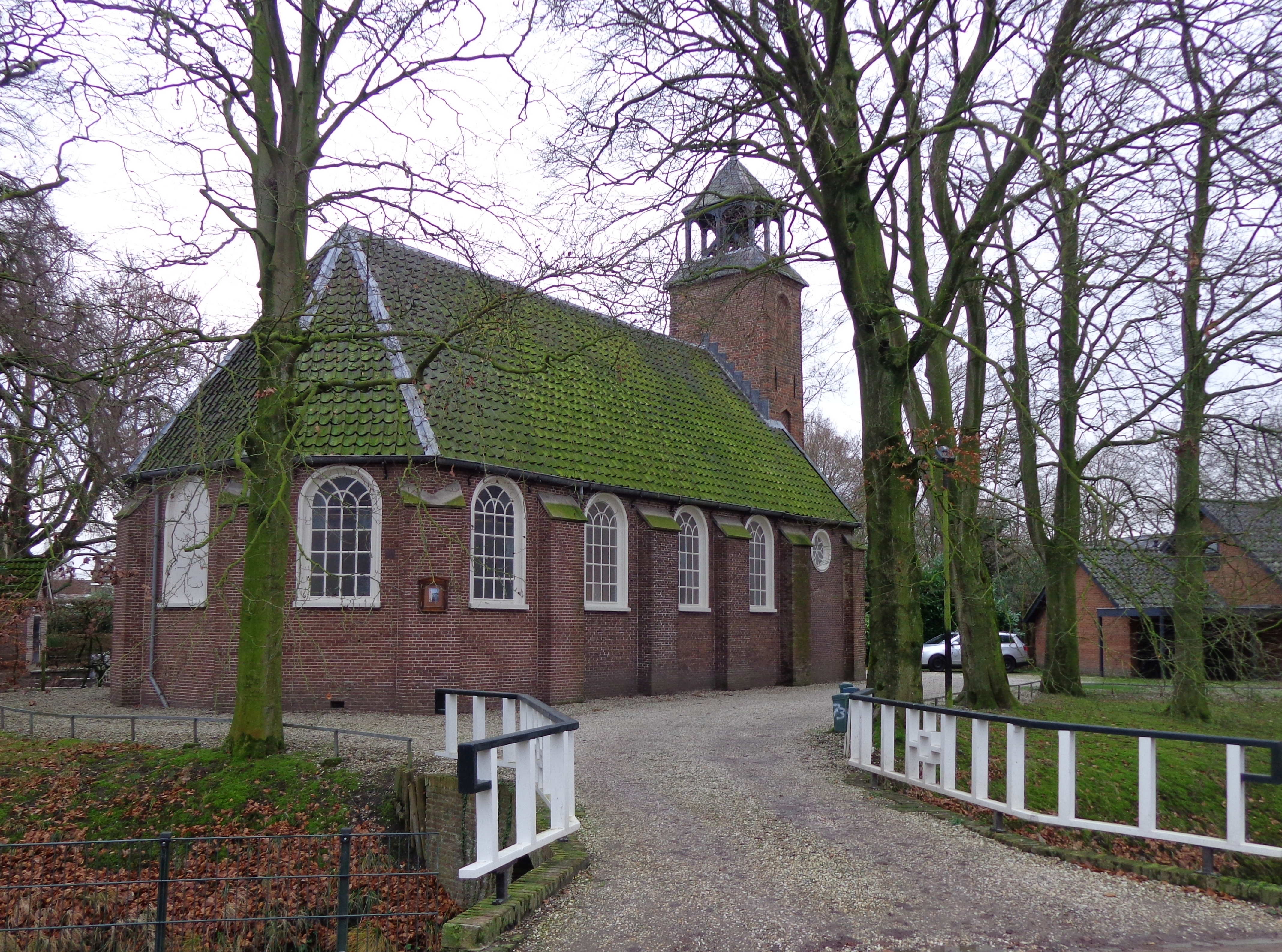
Протестантська церква
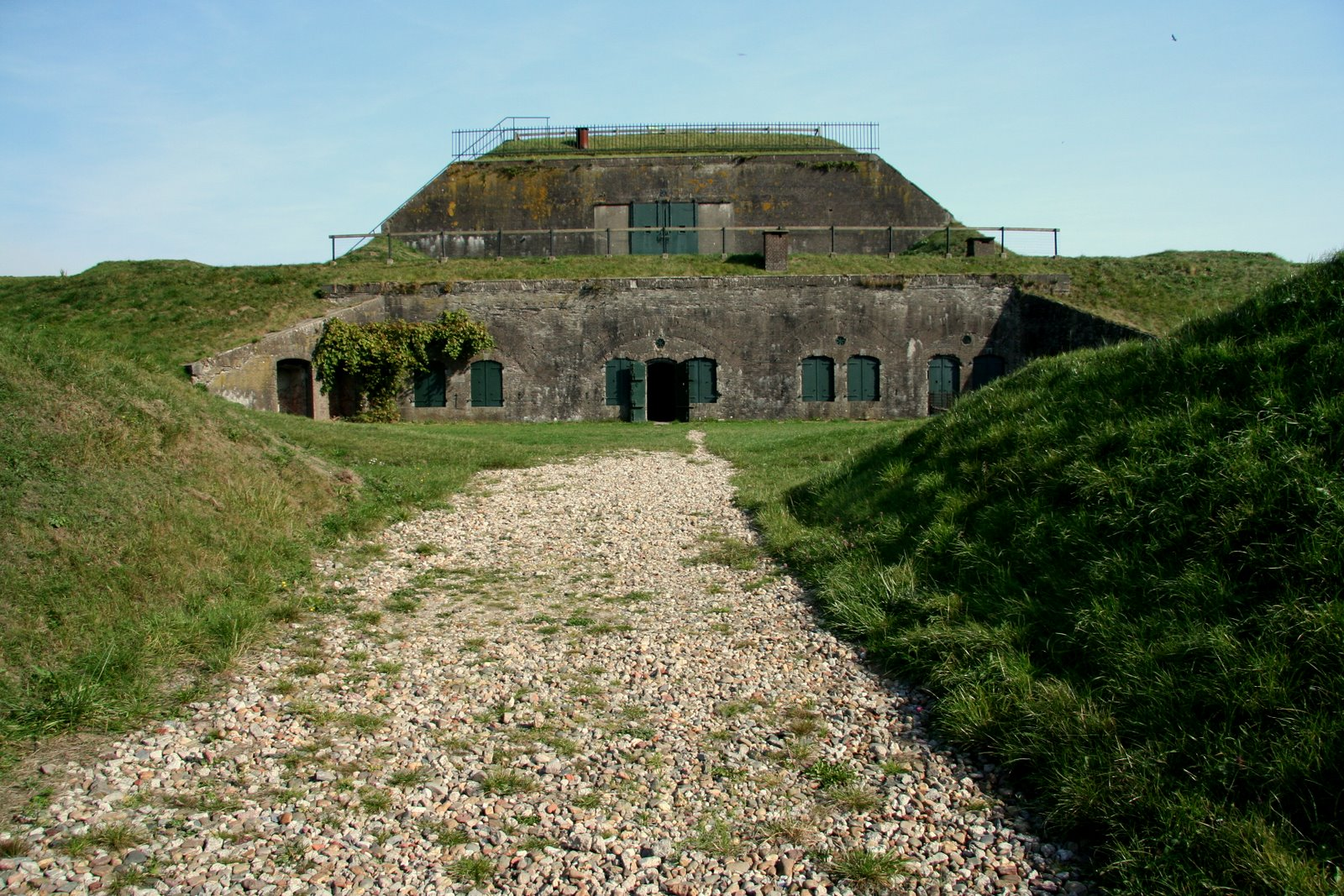
Форт у селі
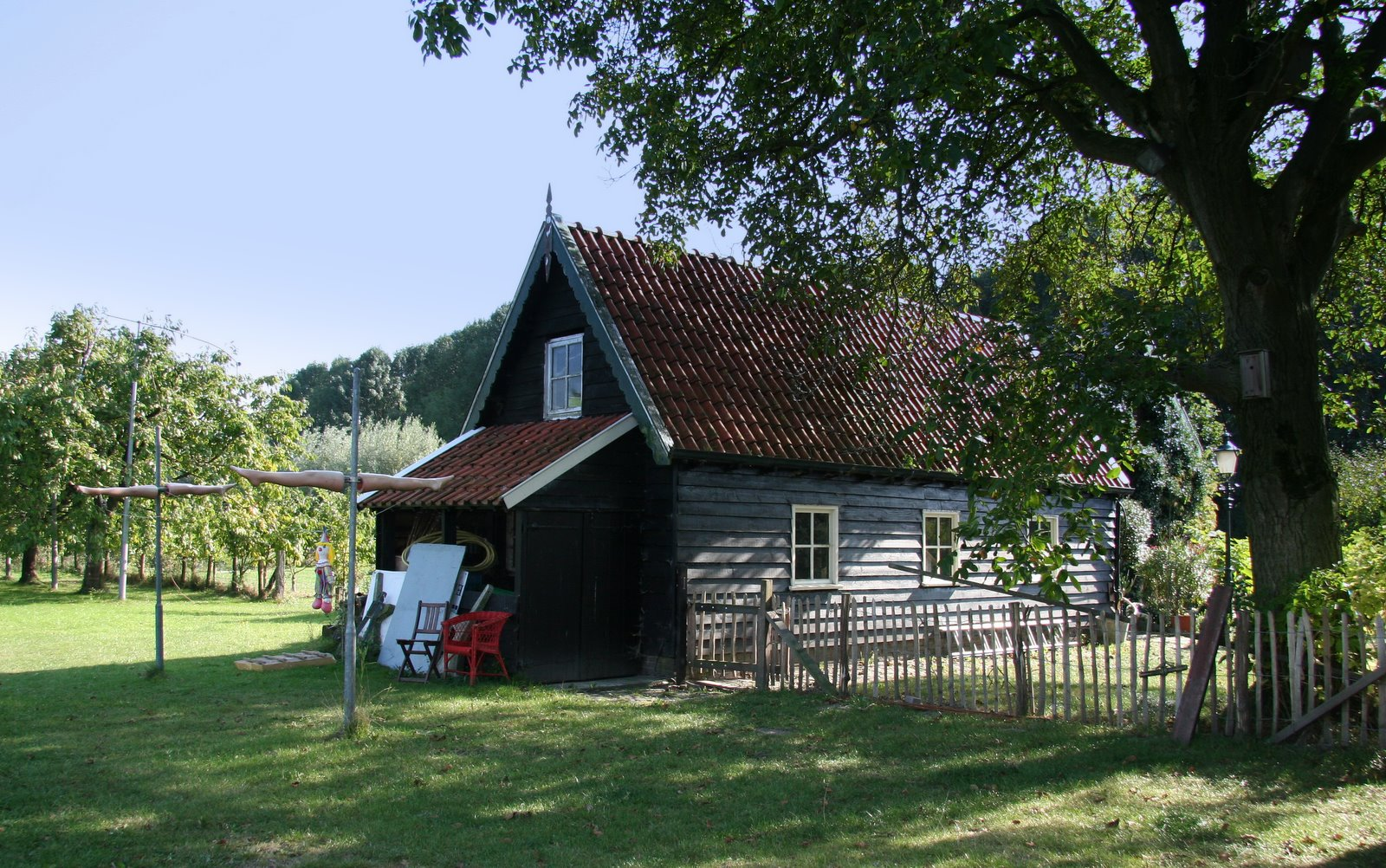
Будиночок охорони форту
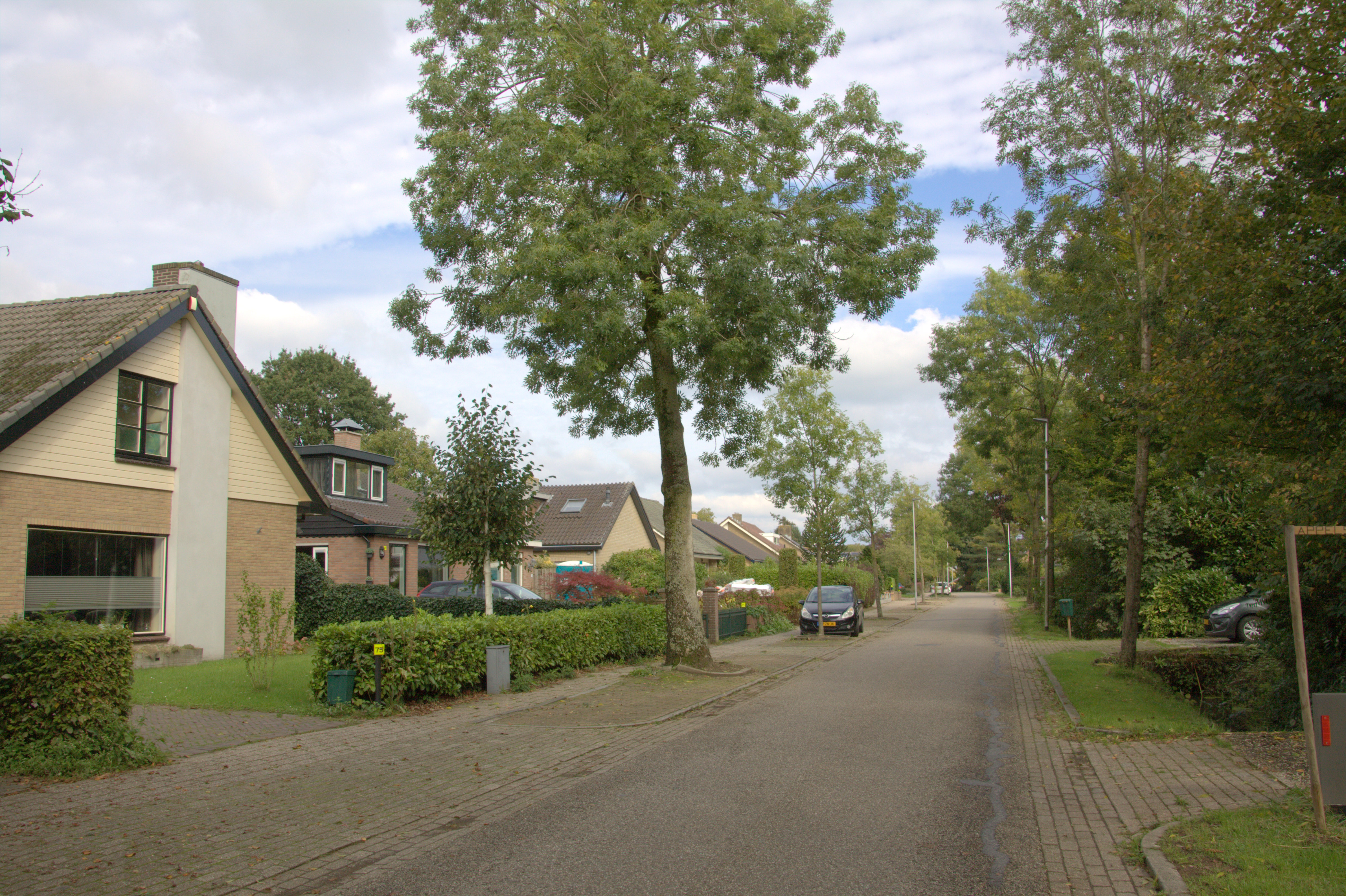
Сільська вулиця